# موسکن
موسکن (به انگلیسی: Muscone) با فرمول شیمیایی C۱۶H۳۰O یک ترکیب شیمیایی است. که جرم مولی آن ۲۳۸٫۴ g/mol می‌باشد. 